# Silent Witness
Silent Witness is een Britse detective/politieserie van de BBC, oorspronkelijk bedacht door Nigel McCrery, een scriptschrijver met een ruime ervaring als politierechercheur. De serie werd voor het eerst uitgezonden in 1996. In Nederland wordt de serie uitgezonden door de KRO, later KRO-NCRV, in Vlaanderen op Canvas.

## Geschiedenis
De eerste drie seizoenen spelen zich af in Cambridge, vanaf seizoen vier is de plaats van handeling het Lyell Centre, een fictief laboratorium voor forensisch onderzoek in Londen.
In de eerste zeven seizoenen staan de activiteiten centraal van de vrouwelijke patholoog-anatoom Sam Ryan, gespeeld door de Noord-Ierse Amanda Burton. In 2004 verliet Amanda Burton de serie. Twee van haar collega's sinds een paar jaar, Harry Cunningham (Tom Ward) en Leo Dalton (William Gaminara), werden toen de centrale personages en er werd een nieuw personage toegevoegd: Nikki Alexander (Emilia Fox). 
Na seizoen 15 vertrok het personage Harry Cunningham zogezegd naar de Verenigde Staten en hij werd opgevolgd of vervangen door de forensisch onderzoeker Jack Hodgson, een rol van de Noord-Ier David Caves, en zijn assistente Clarissa Mullery (Liz Carr). In de laatste aflevering van het 16e seizoen kwam Leo Dalton om bij een bomexplosie in Afghanistan. Ook zijn opvolger Thomas Chamberlain (Richard Lintern) kwam op onnatuurlijke wijze om het leven, aan het eind van seizoen 23. Dat was ook het laatste seizoen van onderzoekster Clarissa Mullery.
In het 25e seizoen (gestart in mei 2022), dat de BBC aankondigde als de definitieve afsluiting van de serie, waren Nikki Alexander en Jack Hodgson overgebleven als de centrale personages, terwijl Amanda Burton terugkeerde voor een gastoptreden in de rol van Sam Ryan.
Er werden in het begin zes tot acht afleveringen per seizoen gemaakt, maar later werd dit vier of vijf, met verhalen in twee delen van elk 60 minuten. BBC One zendt de delen gewoonlijk uit op een aaneensluitende zondag en maandag. Nederland zond deze twee delen de eerste jaren uit op woensdag met een interval van een week, maar nadien ook telkens in één deel. In Vlaanderen wordt de serie om de zoveel tijd op een zaterdag uitgezonden, waarbij de twee delen onmiddellijk na elkaar worden vertoond.

## Verhaallijn
Politie en prosecutors (het Openbaar Ministerie) roepen bij hun onderzoeken regelmatig de hulp in van het forensisch laboratorium. Daar worden lijken ontleed en geanalyseerd om de ware toedracht van een mogelijk delict te achterhalen. Er wordt nauw samengewerkt met vele rechercheteams in wisselende samenstelling. Per misdrijf zijn er steeds andere rechercheurs (acteurs) met de zaak bezig. Naast hun forensische werk begeven de pathologen-anatoom en de onderzoekers zich in Silent Witness regelmatig buiten de lijnen van hun eigenlijke taak door recherchewerk te doen en aanwezig te zijn bij verhoren. Ook aan hun persoonlijke perikelen en liefdeleven wordt ruime aandacht besteed.

## Seizoenen

### Seizoen 1 - 7
Hierin is de forensisch pathologe Sam Ryan, een rol van de actrice Amanda Burton, het centrale personage. In de eerste drie seizoenen speelt de serie zich af in Cambridge. Sam is een alleenstaande vrouw achter in de dertig. Samen met collega Trevor Stewart (William Armstrong) runt ze een pathologisch bureau dat wordt ingeschakeld door de politie.
Daarna is Sam Ryan werkzaam in Londen, Trevor verdwijnt uit de serie. Ze heeft het geschopt tot "Professor of Forensic Pathology" aan de universiteit aldaar. Haar reputatie is haar vooruitgesneld en ze wordt veel gevraagd door zowel aanklagers als verdedigers.
Vanaf seizoen vijf krijgt Sam hulp van dokter Leo Dalton en junior patholoog Harry Cunningham. Onderling zijn ze het niet altijd eens over de ware toedracht van een misdrijf. Ook komt het voor dat verschillende zaken door elkaar lopen in een aflevering. Naast het professionele werk van de drie pathologen wordt ook aandacht besteed aan hun privéleven.

### Seizoen 8 - 15
Nadat Sam vertrokken is, wordt Leo Dalton hoogleraar-directeur van het forensisch centrum (Lyell Centre). De jonge onderzoeker Nikki Alexander, een rol van Emilia Fox, komt het team versterken. In haar eerste afleveringen was zij forensisch archeologe, maar om het personage meer mogelijkheden te geven werd dat veranderd in doctor in de forensische geneeskunde, waarvoor Nikki na een aanvullende cursus een bevoegdheid bleek te hebben gehaald. Nikki heeft een diepgeworteld gevoel voor rechtvaardigheid. In haar hardnekkigheid om de waarheid boven tafel te krijgen beperkt ze haar onderzoek niet tot binnen de muren van het laboratorium. De rechtlijnige en soms gevaarlijke koers die ze vaart, brengt haar regelmatig in de problemen, zowel professioneel als privé. Desondanks houdt ze onverminderd vast aan haar eigenzinnige opvattingen over het werk als patholoog-anatoom.
Nikki's oog voor detail brengt meer dan eens verrassend nieuw bewijsmateriaal aan het licht. Dit zorgt vervolgens voor dramatische wendingen in het politieonderzoek. Niet altijd tot genoegen van de politie-inspecteurs die belast zijn met het onderzoek. Naast de vaak gelijktijdig lopende onderzoeken krijgen ook de privélevens van de hoofdpersonages veel aandacht. Naarmate de seizoenen vorderen wordt Nikki de centrale figuur in de serie.

### Seizoen 16 - 23
Nadat Harry is vertrokken naar de Verenigde Staten en Leo Dalton is omgekomen, krijgt Nikki drie nieuwe collega's: dokter Thomas Chamberlain (de nieuwe baas van het Lyell Centre, gespeeld door Richard Lintern), forensisch expert Jack Hodgson (David Caves) en zijn onderzoeksassistente Clarissa Mullery (een rol van Liz Carr).

### Seizoen 24 - 25
Na de plotselinge dood van Thomas Chamberlain en het vertrek van Clarissa keren Jack Hodgson en Nikki Alexander terug naar het Lyell Centre. Ze worden bijgestaan (vanaf aflevering 3 van seizoen 24) door Adam Yuen (Jason Wong), die later in het seizoen wordt vervangen door Simone Tyler (Genesis Lynea), een andere forensisch expert. Sam Ryan (Amanda Burton) keert in alle afleveringen van seizoen 25 als gast terug. Zij roept Nikki's hulp in bij een onderzoek waarbij zij persoonlijk betrokken is. Aan het eind van seizoen 25 is het "aan" tussen Nikki en Jack.

### Seizoen 26 en 27
De seizoenen 26 en 27 werden in de eerste twee maanden van 2023 respectievelijk 2024 uitgezonden door BBC One. Nikki en Jack wonen inmiddels samen en blijven forensisch en pathologisch-anatomisch onderzoek doen naar de toedracht van misdrijven, in opdracht van en in samenwerking met de politie en/of advocaten van verdachten. Nieuwe vaste personages in het Lyell Centre zijn Velvy Schur (Alastair Michael), Gabriel Folukoya (Aki Omoshaybi) en Cara Connelly (Rhiannon May). Cara is een nichtje van Jack. Zij was voor het eerst te zien in 2021 in de afleveringen Bad Love en Brother’s Keeper, toen nog niet als medewerker van het Lyell. Omdat zij niet kan horen, wordt ze geholpen door een gebarentolk die daarom ook in het Lyell aanwezig is. Jack vraagt Nikki ten huwelijk aan het eind van de slotaflevering van seizoen 27.

## Vaste acteurs
- dr. Nikki Alexander (forensisch patholoog) - Emilia Fox (seizoen 8-heden)
- Jack Hodgsen (forensisch expert) - David Caves (seizoen 16-heden)

Voormalige (selectie)
- prof. Sam Ryan (patholoog-anatoom) - Amanda Burton (seizoen 1-7, ook in seizoen 25)
- dr. Trevor Stuart (patholoog-anatoom) - William Armstrong (seizoen 1-3)
- prof. Leo Dalton (patholoog-anatoom) - William Gaminara (seizoen 6-16)
- dr. Harry Cunningham (patholoog-anatoom) - Tom Ward (seizoen 6-15)
- dr. Thomas Chamberlain (patholoog-anatoom) - Richard Lintern (seizoen 17-23)
- Clarissa Mullery (forensisch onderzoeksassistente) - Liz Carr (seizoen 16-23)

## Doelgroep
Gezien de vaak zeer expliciet getoonde beelden van het anatomisch ontleden van de slachtoffers, was de serie in Nederland oorspronkelijk beoordeeld als een 16+-serie. De laatste jaren is Silent Witness echter gecategoriseerd als 12+. In 2012 greep de BBC in bij Silent Witness nadat klachten over al te gruwelijke beelden waren ingediend.